# Tim Merlier
Tim Merlier (* 30. října 1992) je belgický profesionální silniční cyklista a cyklokrosař jezdící za UCI WorldTeam Soudal–Quick-Step.

## Kariéra
Merlier v současné době jezdí převážně silniční závody. V roce 2019 se stal belgickým národním šampionem v silničním závodu. Na Tour de France 2021 zvítězil ve třetí etapě. Jeho aktuální partnerkou je Cameron Vandenbroucková, bývalá cyklistka a dcera Franka Vandenbroucka.

## Hlavní výsledky

### Silniční cyklistika
2015
3. místo Schaal Sels
2016
vítěz Grote Prijs Stad Zottegem
5. místo Ronde van Limburg
9. místo Halle–Ingooigem
2017
7. místo Dwars door het Hageland
2018
Danmark Rundt
 vítěz bodovací soutěže
vítěz etap 3 a 5
3. místo Ronde van Limburg
5. místo Grote Prijs Marcel Kint
2019
Národní šampionát
 vítěz silničního závodu
vítěz Elfstedenronde
Tour Alsace
 vítěz bodovací soutěže
vítěz prologu (TTT) a etap 1 a 4
Danmark Rundt
vítěz 5. etapy
2. místo Antwerp Port Epic
3. místo Münsterland Giro
5. místo Memorial Rik Van Steenbergen
6. místo Dwars door het Hageland
6. místo Omloop Mandel-Leie-Schelde
7. místo Paříž–Chauny
2020
vítěz Brussels Cycling Classic
Tirreno–Adriatico
vítěz 6. etapy
Tour of Antalya
vítěz 4. etapy
3. místo Driedaagse Brugge–De Panne
4. místo Scheldeprijs
5. místo Dwars door het Hageland
2021
vítěz Bredene Koksijde Classic
vítěz Le Samyn
vítěz Grote Prijs Jean-Pierre Monseré
vítěz Ronde van Limburg
vítěz Elfstedenronde
Benelux Tour
vítěz etap 1 a 4
Giro d'Italia
vítěz 2. etapy
lídr  po etapách 2 – 4 a 8 – 9
Tour de France
vítěz 3. etapy
2. místo Grote Prijs Marcel Kint
2. místo Grand Prix d'Isbergues
3. místo Dwars door Vlaanderen
7. místo Brussels Cycling Classic
7. místo Grote Prijs Jef Scherens
9. místo Dwars door het Hageland
2022
Národní šampionát
 vítěz silničního závodu
vítěz Classic Brugge–De Panne
vítěz Nokere Koerse
vítěz Memorial Rik Van Steenbergen
Tirreno–Adriatico
vítěz 2. etapy
Mistrovství Evropy
 3. místo silniční závod
3. místo Bredene Koksijde Classic
3. místo Elfstedenronde
6. místo Gent–Wevelgem
6. místo Kampioenschap van Vlaanderen
7. místo Famenne Ardenne Classic
9. místo Scheldeprijs
10. místo Ronde van Limburg
2023
vítěz Nokere Koerse
vítěz Grand Prix de Fourmies
UAE Tour
 vítěz bodovací soutěže
vítěz etap 1, 2 (TTT) a 6
Okolo Slovenska
 vítěz bodovací soutěže
vítěz etap 2 a 4
Tour de Pologne
vítěz etap 1 a 7
Paříž–Nice
vítěz 1. etapy
Kolem Ománu
vítěz 1. etapy
Čtyři dny v Dunkerku
vítěz 6. etapy
2. místo Grote Prijs Marcel Kint
4. místo Ronde van Limburg
8. místo Omloop van het Houtland
2024
AlUla Tour
 vítěz bodovací soutěže
vítěz etap 3 a 4
UAE Tour
 vítěz bodovací soutěže
vítěz etap 1, 4 a 6
Giro d'Italia
vítěz etap 3, 18 a 21 vítěz Nokere Koerse
vítěz Scheldeprijs
Kolem Belgie
vítěz etap 2 a 5
Tour de Pologne
vítěz 5. etapy
8. místo Gent–Wevelgem
2. místo Classic Brugge–De Panne
2025
UAE Tour
vítěz etap 5 a 6
AlUla Tour
vítěz etap 1 a 3
Paříž–Nice
vítěz etap 1 a 2
2. místo Gent–Wevelgem
vítěz Scheldeprijs
Tour de France
vítěz etap 3 a 9

### Výsledky na Grand Tours
| Grand Tour      | 2021 | 2022 | 2023 | 2024 | 2025 |
| --------------- | ---- | ---- | ---- | ---- | ---- |
| Giro d'Italia   | DNF  | —    | —    | 138  | —    |
| Tour de France  | DNF  | —    | —    | —    |      |
| Vuelta a España | —    | 132  | —    | —    |      |

| —   | Nezúčastnil se |
| DNF | Nedokončil     |
| JS  | Jede se        |

### Cyklokros
2009–2010
Národní šampionát
 vítěz juniorského závodu
vítěz Junior Silvestercyclocross
Junior Superprestige
vítěz Vorselaar
2011–2012
UCI Under-23 World Cup
2. místo Grand Prix Erik De Vlaeminck
Under–23 Superprestige
2. místo Vlaamse Aardbeiencross
2012–2013
vítěz GP de la Commune de Contern
Under–23 Bpost Bank Trophy
vítěz Krawatencross
Under–23 Superprestige
3. místo Bollekescross
2013–2014
2. místo Under-23 Kalmthout
Bpost Bank Trophy U23
3. místo Azencross
2014–2015
vítěz Radcross Illnau
vítěz Sportregion Rhein-Neckar
3. místo Kasteelcross Zonnebeke
3. místo Versluys
2015–2016
DVV Trophy
2. místo Azencross
Superprestige
3. místo Superprestige Gieten
2016–2017
Brico Cross
3. místo Parkcross
2017–2018
Superprestige
2. místo Noordzeecross
DVV Trophy
2. místo Krawatencross
Brico Cross
3. místo Parkcross
2019–2020
2. místo Ambiancecross
2. místo Nationale Cyclo-Cross Otegem
DVV Trophy
2. místo Urbancross
3. místo Flandriencross
Ethias Cross
2. místo Bredenecross
2021–2022
Coupe de France
3. místo Troyes #2
2022–2023
Exact Cross
vítěz Zonnebeke
2. místo Saint Sauveur de Landemont